# Airbus A300
Airbus A300 este o aeronavă comercială produsă de Airbus între 1971 și 2007. A fost primul avion de linie bimotor cu fuzelaj larg (culoar dublu) din lume.
În septembrie 1967, producătorii de avioane din Regatul Unit, Franța și Germania de Vest au semnat un memorandum inițial de înțelegere pentru a colabora în dezvoltarea un avion inovator mare de linie. Germania de Vest și Franța au ajuns la un acord ferm la 29 mai 1969, după ce britanicii s-au retras din proiect la 10 aprilie 1969. Producătorul aerospațial de colaborare paneuropean Airbus Industrie a fost creat oficial la 18 decembrie 1970 pentru a dezvolta și produce aeronava. Prototipul A300 a zburat pentru prima dată pe 28 octombrie 1972.

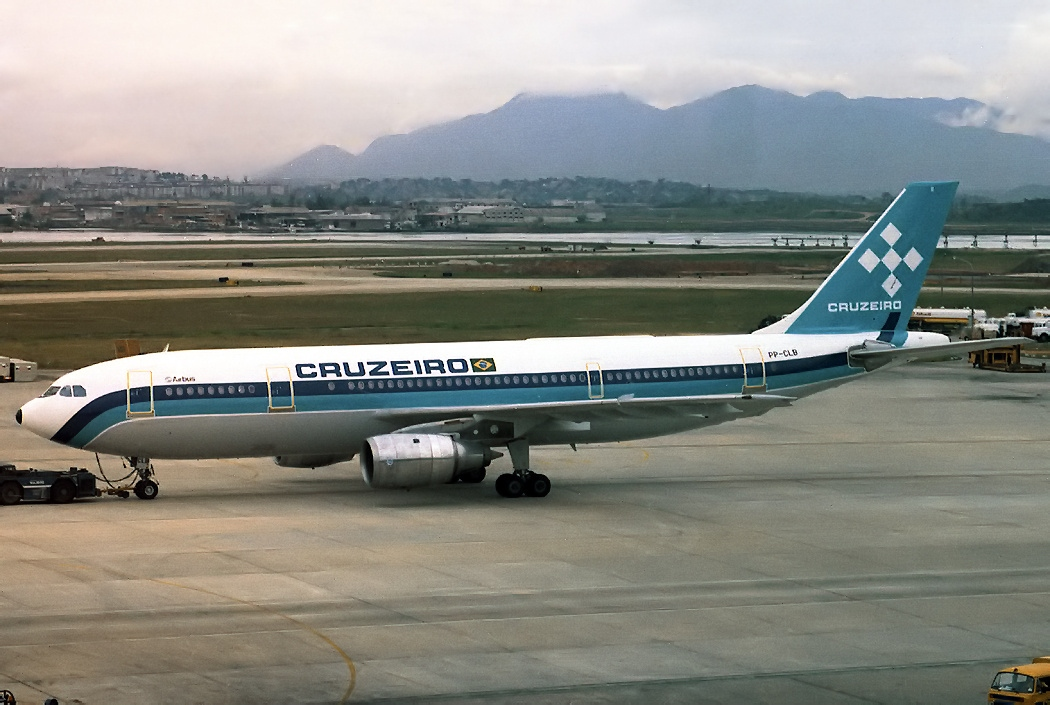
Airbus A300B4

Primul avion de linie bimotor cu fuzelaj larg, A300 găzduiește în mod obișnuit 247 de pasageri în două clase pe autonomie de 5.375 până la 7.500 km. Variantele inițiale sunt propulsate de turboventilatoare General Electric CF6-50 sau Pratt & Whitney JT9D. A300 este baza pentru modelul mai mic A310 (zburat pentru prima dată în 1982) și a fost adaptat într-o versiune cargo. Secțiunea transversală a fost păstrată pentru modelele mai mari, cvadrimotorul A340 (1991) și bimotorul A330 (1992). De asemenea, stă la baza transportatorului supradimensionat Beluga (1994). Spre deosebire de majoritatea avionaler Airbus, are o manșă în formă de „U”, și nu folosește un sistem fly-by-wire.
Primul operator, Air France, a introdus aeronava în serviciu pe 23 mai 1974. După o cerere inițial limitată, vânzările au luat amploare, începând trei decenii de comenzi constante. Are o capacitate asemănătoare cu Boeing 767-300, introdus în 1986, dar nu o autonomie similară cu 767-300ER. În anii 1990, A300 a devenit popular în rândul operatorilor de avioane de marfă. Producția a încetat în iulie 2007 după 561 de livrări. În septembrie 2023, există încă 197 de aeronave din familia A300 în serviciu comercial.

## Istorie
Aeronava a adus câteva inovații - o aripă extrem de avansată, protecție împotriva micro-golurilor de aer și fenomenului de shear, autopiloți avansați, și utilizarea de materiale compozite. În plus, modelele ulterioare au adus alte inovații, precum utilizarea instrumentelor electronice de pilotaj, și necesitatea a doar doi piloți (a fost primul avion de mare capacitate de acest tip), asigurând economii importante. În plus, avionul a fost gândit să înlocuiască tri-motoarele DC-10 și Lockheed L-1011, asigurând economii încă și mai mari. Cu toate acestea, în primii ani comenzile au fost puține, existând momente în care avioane deja produse își așteptau cumpărătorii în curtea fabricii - liniile aeriene fiind destul de neîncrezătoare la o companie nouă precum Airbus, și considerând limitările date de existența a doar două motoare ca fiind prea mari (în anii '70, avioanele bimotoare erau limitate la maximum 60 de minute zbor deasupra apei - limita a fost extinsă până la 207 minute și apoi (în 2007) abandonată complet). Cu toate acestea, o comandă din partea Eastern Air Lines în 1977, influențată de economia avionului, a dus la o explozie a popularității aeronavei, în numai 4 ani vânzându-se 300 de bucăți, mai ales companiilor din Asia, unde, datorită populației mari, există cerință foarte mare de transport pe distanțe scurte. Avionul a fost atât de popular, încât competitorul principal a lansat imediat un model similar (Boeing 767), capabil însă și de zboruri lung-curier. Astăzi avionul este folosit în continuare pentru pasageri, dar ultimele modele au fost vândute operatorilor cargo (în special de pachete - masa mică și volumul mare al acestora se pretează foarte bine acestui avion), precum FedEx și UPS.
Deși linia de producție a acestui model s-a închis, Airbus va continua producția de piese de schimb până cel mai devreme în 2025 (sau mai târziu, în funcție de cerere) și a încorporat multe din elementele acestui model în avioane mai recente (precum Airbus A330 și Airbus A340).

## Modele
Au existat 10 modele ale avionului :
- A300B1 - doar două avioane, un prototip și un model de teste, apoi vândut. Propulsat de motoare GE CF6-50A, cu o capacitate de 259 de pasageri și o masă maximă autorizată de 132 tone.
- A300B2 - primul model de producție, propulsat de motoare GE CF6 sau Pratt and Whitney JT92, cu o masă maximă între 137 și 142 t.
- A300B4 - modelul principal produs, cu capacitate sporită de combustibil și o masă maximă între 157 și 165 t.
- A300B4-203FF, -220FF - primul avion de capacitate mare cu doar doi piloți.
- A300B10 (Airbus A310 - vezi articolul principal despre acest model) - scurtat pentru autonomie mai mare, cu aripi și coadă remodelate și capacitate crescută de combustibil.
- A300C4 - model convertibil (cargo și pasageri)
- A300-600 - model de mărimea A300B2, dar folosind îmbunătățirile aduse de A310, cu motoare mai puternice (PW4000 sau CF6-80)
- A300-600ST (Super Transporter sau Beluga) - model pentru uz intern Airbus pentru transportul de fuselaje între cele două fabrici (din Germania și Franța), cu fuselajul înălțat pentru a putea încăpea un alt fuselaj înăuntru. Au înlocuit vechile Aerospacelines Guppy, în serviciu încă din 1972 (și care au fost folosite și la construcția A300).
- A300-600R - model cu autonomie mai mare, prin introducerea unui rezervor suplimentar în coadă.
- A300-600C - model convertibil (cargo și pasageri)

## Specificații tehnice
|                                | A300B4                     | A300-600R              | A300-600F                 |
| ------------------------------ | -------------------------- | ---------------------- | ------------------------- |
| Capacitate (pasageri, 2-clase) | 266                        | 266                    | n/a                       |
| Lungime                        | 54.08 m sau 177' 3"        | 54.08 m sau 177' 3"    | 54.08 m sau 177' 3"       |
| Lungimea aripilor              | 44.85 m sau 147' 2"        | 44.85 m sau 147' 2"    | 44.85 m sau 147' 2"       |
| Înălțime                       | 16.62 m or 54' 6"          | 16.62 m or 54' 6"      | 16.62 m or 54' 6"         |
| Lățimea cabinei                | 5.28 m                     | 5.28 m                 | 5.28 m                    |
| Diametru fuselaj               | 5.64 m                     | 5.64 m                 | 5.64 m                    |
| Masă (avion gol)               | 90,060 kg sau 98,132 lb    |                        | 81,900 kg sau 180,700 lb  |
| Masă maximă autorizată         | 165,000 kg sau 364,980 lb. |                        | 170,500 kg sau 375,100 lb |
| Viteză de croazieră            | Mach 0.78                  | Mach 0.78              | Mach 0.78                 |
| Viteză maximă                  | Mach 0.86                  | Mach 0.86              | Mach 0.86                 |
| Autonomie (capacitate maximă)  | 6,670 km sau 5,300 nm      |                        | 2,950 nm                  |
| Capacitate combustibil         |                            | 68,150 l               | 68,150 l                  |
| Motoare                        | 2X CF6-50C2 sau JT9D-59A   | 2X CF6-80C2 sau PW4156 | 2X CF6-80C2 sau PW4156    |
| Piloți                         | 3                          | 2                      | 2                         |

## Incidente
Avionul a fost implicat într-un număr de incidente - unele celebre. Printre acestea se numără deturnarea avionului Air France 139 pe aeroportul din Entebbe în 1976, cursa Iran Air 655, doborâtă de marina americană în 1988, cursa 587 a American Airlines, prăbușită deasupra New Yorkului în 2001, la două luni după atentatele de la 11 septembrie din cauza unei probleme tehnice și a unei erori de pilotaj, și cursa DHL Bagdad - Bahrain din 22 noiembrie 2003, lovită de insurgenți cu o rachetă la decolarea de pe Aeroportul Bagdad, și care a aterizat cu succes, deși a pierdut complet controlul asupra sistemelor hidraulice, fiind singurul avion comercial care a realizat o astfel de performanță cu succes.